# Spider-Man: Homecoming
Spider-Man: Homecoming er en amerikansk superheltfilm fra 2017. Filmen er instrueret af Jon Watts, skrevet af John Francis Daley og Jonathan M. Goldstein, og har Tom Holland i hovedrollen som Peter Parker/Spider-Man. I andre roller medvirker Marisa Tomei, Robert Downey Jr., Michael Keaton, Zendaya og Tony Revolori.

## Medvirkende
- Tom Holland som Peter Parker / Spider-Man
- Robert Downey Jr. som Tony Stark / Iron Man
- Marisa Tomei som Tante May
- Michael Keaton som Adrian Toomes / Vulture
- Jon Favreau som Happy Hogan
- Zendaya som Michelle "MJ" Jones
- Martin Starr som Hr. Harrington
- Angourie Rice som Betty Brant
- Bokeem Woodbine som Herman Schultz / Shocker
- Tony Revolori som Flash Thompson
- Donald Glover som Aaron Davis
- Logan Marshall-Green
- Stan Lee